# ペルセウス座ガンマ星
ペルセウス座γ星（ペルセウスざガンマせい、γ Persei, γ Per）は、ペルセウス座の方角にある3等星である。
ペルセウス座γ星は、G8型の黄色巨星とA2V型の白色主系列星から構成される連星系である。

## 名称
アラビア語で「素晴らしいもの」という意味のAl FakhirやAlphecherという固有名を持つ。また同じくアラビア語で「前腕」という意味のSeidやSa'idと呼ばれることもある。